# Луций Акций
Лу́ций А́кций (лат. Lucius Accius; 170 — 90 годы до н. э.) — римский поэт, сын вольноотпущенника из Пизавры. Известен подражаниями греческим трагедиям, причём изменял содержание, применяясь к римским нравам. Самостоятельные его стихотворения захватывали и картины частной жизни римлян, и римские древности, и сельское хозяйство. 